# Kathleen Hughes
Kathleen Hughes (registrada al nacer como Elizabeth Margaret von Gerkan; Los Ángeles, California, 14 de noviembre de 1928 - 19 de mayo de 2025) fue una actriz estadounidense.

## Primeros años
Hughes nació en Hollywood, California, el 14 de noviembre de 1928. Su tío, F. Hugh Herbert, fue dramaturgo y autor de Kiss and Tell y The Moon Is Blue. Su deseo de actuar surgió de una película en la que actuaba Donald O'Connor, la cual le dio la idea de que «actuar parecía divertido». Tras graduarse de la escuela preparatoria Fairfax, Hughes asistió a Los Angeles City College y a la Universidad de California en Los Ángeles.

## Carrera
Hughes fue descubierta en una producción del Little Theatre en 1948. Firmó un contrato de siete años con 20th Century Fox, donde participó en 14 películas. Apareció en cinco películas para Universal Studios, incluyendo la película It Came from Outer Space. Hughes coprotagonizó junto a Edward G. Robinson el drama criminal de 1953, The Glass Web, y junto a Rock Hudson la película de aventuras de ese mismo año, The Golden Blade.
Para 1956, Hughes ya aparecía en series de televisión. Participó en episodios de Alfred Hitchcock Presents (1956-1957), Telephone Time (1956), The Bob Cummings Show (1958), The Adventures of Ozzie and Harriet, 77 Sunset Strip (1959), Hotel de Paree (1959), Tightrope! (1959), General Electric Theater (1960-1962), The Tall Man (1961), Bachelor Father (1962), Gomer Pyle-USMC (1965) y I Dream of Jeannie (1967).

## Vida personal
El 25 de julio de 1954, Hughes se casó con Stanley Rubin, productor y guionista, en casa de su tío. La pareja tuvo cuatro hijos: tres varones y una mujer. El matrimonio duró 59 años, hasta el fallecimiento de Rubin el 2 de marzo de 2014, a los 96 años.

## Filmografía

### Cine
| Año  | Título                        | Director                         | Papel                   | Nota          |
| ---- | ----------------------------- | -------------------------------- | ----------------------- | ------------- |
| 1948 | Road House                    | Jean Negulesco                   | Cliente del bar         | Sin acreditar |
| 1949 | Mother Is a Freshman          | Lloyd Bacon                      | Rhoda Adams             |               |
| 1949 | Mr. Belvedere Goes to College | Elliott Nugent                   | Kay Nelson              |               |
| 1949 | It Happens Every Spring       | Lloyd Bacon                      | Sarah                   | Sin acreditar |
| 1950 | Where the Sidewalk Ends       | Otto Preminger                   | Secretaria              | Sin acreditar |
| 1950 | Mister 880                    | Edmund Goulding                  | Secretaria              | Sin acreditar |
| 1950 | I'll Get By                   | Richard Sale                     | Secretaria              | Sin acreditar |
| 1951 | Call Me Mister                | Lloyd Bacon                      | Camarera                | Sin acreditar |
| 1951 | Take Care of My Little Girl   | Jean Negulesco                   | Jenny Barker            | [ 9 ]         |
| 1951 | I'll See You in My Dreams     | Michael Curtiz                   | Enfermera               | Sin acreditar |
| 1952 | For Men Only                  | Paul Henreid                     | Tracy Norman            | [ 10 ]        |
| 1952 | Sally and Saint Anne          | Rudolph Maté                     | Lois Foran              | [ 11 ]        |
| 1953 | It Came from Outer Space      | Jack Arnold                      | Jane                    | [ 12 ]        |
| 1953 | The Golden Blade              | Nathan Juran                     | Bakhamra                |               |
| 1953 | Thy Neighbor's Wife           | Hugo Haas                        | Anushka                 |               |
| 1953 | The Glass Web                 | Jack Arnold                      | Paula Ranier            | [ 13 ]        |
| 1954 | Dawn at Socorro               | George Sherman                   | Clare                   |               |
| 1955 | Cult of the Cobra             | Francis D. Lyon                  | Julia                   |               |
| 1956 | Three Bad Sisters             | Gilbert Kay                      | Valerie Craig           |               |
| 1958 | Unwed Mother                  | Walter Doniger                   | Linda                   |               |
| 1966 | Promise Her Anything          | Arthur Hiller                    | Bit                     | Sin acreditar |
| 1967 | The President's Analyst       | Theodore J. Flicker              | Turista                 |               |
| 1971 | The Late Liz                  | Dick Ross                        | Elaine Rich             | [ 14 ]        |
| 1972 | Pete 'n' Tillie               | Martin Ritt                      | Invitada a la fiesta    | Sin acreditar |
| 1974 | The Take                      | Robert Hartford-Davis            | Enfermera de la escuela |               |
| 1990 | Revenge                       | Tony Scott                       | Madre Superiora         |               |
| 1998 | Welcome to Hollywood          | Ver listaTony Markes Adam Rifkin | Mujer con rulos         |               |

### Televisión
| Año       | Título                              | Papel                                               | Nota           |
| --------- | ----------------------------------- | --------------------------------------------------- | -------------- |
| 1956      | December Bride                      | Amber Winslow                                       | 1 episodio     |
| 1956      | Telephone Time                      | Sophia                                              | 1 episodio     |
| 1956-1957 | Alfred Hitchcock Presents           | Ver listaAnn Nash Marian Koster                     | 2 episodios    |
| 1957      | Official Detective                  | Eva                                                 | 1 episodio     |
| 1958      | The Bob Cummings Show               | Ver listaMildred Mary                               | 2 episodios    |
| 1958      | The Adventures of Ozzie and Harriet | Chica músico                                        | 1 episodio     |
| 1959      | Hotel de Paree                      | Cara                                                | 1 episodio     |
| 1959      | 77 Sunset Strip                     | Florence Callahan                                   | 1 episodio     |
| 1960      | Markham                             | Linda Morrisey                                      | 1 episodio     |
| 1960      | Tightrope                           | Susan                                               | 1 episodio     |
| 1960-1962 | General Electric Theater            | Ver listaPaula O'Hara Sheila Victoria Willis        | 3 episodios    |
| 1960-1962 | Bachelor Father                     | Ver listaLouise Spencer Elaine Rogers Pat Larchmont | 3 episodios    |
| 1961      | Dante                               | Sara                                                | 1 episodio     |
| 1961      | The Tall Man                        | Nita Jardine                                        | 1 episodio     |
| 1962      | Perry Mason                         | Lita Krail                                          | 1 episodio     |
| 1965      | Gomer Pyle, U.S.M.C.                | Toby Comstock                                       | 1 episodio     |
| 1967      | I Dream of Jeannie                  | Sue                                                 | 1 episodio     |
| 1967      | Mission: Impossible                 | Fran Williams                                       | 1 episodio     |
| 1968-1969 | The Ghost & Mrs. Muir               | Sra. Coburn                                         | 3 episodios    |
| 1969      | Julia                               | Sra. Blanchard                                      | 1 episodio     |
| 1969-1970 | Bracken's World                     | Jane «Mitch» Mitchell                               | 19 episodios   |
| 1970      | Here's Lucy                         | Sra. Portnoy                                        | 1 episodio     |
| 1971      | The Interns                         | Srta. Manning                                       | 1 episodio     |
| 1971      | To Rome with Love                   | Sra. Blaine                                         | 1 episodio     |
| 1972      | The Bold Ones: The New Doctors      | Sra. Carlson                                        | 1 episodio     |
| 1973      | M*A*S*H                             | Lorraine Blake                                      | 1 episodio     |
| 1974      | Barnaby Jones                       | Recepcionista de salón de belleza                   | 1 episodio     |
| 1974      | Lucas Tanner                        | Clare Jay                                           | 1 episodio     |
| 1974-1975 | Marcus Welby, M.D.                  | Ver listaKathy Enfermera                            | 2 episodios    |
| 1975      | Medical Center                      | Anfitriona                                          | 1 episodio     |
| 1975      | Babe                                | Nancy Armitage                                      | Película de TV |
| 1976      | The Blue Knight                     | Camarera                                            | 1 episodio     |
| 1976      | Executive Suite                     | Helga                                               | 1 episodio     |
| 1977      | The Spell                           | Fenetia                                             | Película de TV |
| 1979      | ...And Your Name Is Jonah           | Enfermera de Hubert                                 | Película de TV |
| 1980      | Quincy M.E.                         | Secretaria de Warren                                | 1 episodio     |
| 1982      | Forbidden Love                      | Sybil                                               | Película de TV |
| 1984      | Finder of Lost Loves                | Secretaria                                          | 1 episodio     |